# 涅里 (肯尼亚)
涅里 ，或称尼耶利（Nyeri）為肯尼亚的一座城鎮，並且是中部省的行政首府。本鎮位於肯尼亚首都奈洛比北方約150公里處（車程約2小時）。
1999年，肯尼亚官方最近一次統計顯示，本鎮的人口為98,908人，但是據估計人口將來可以成長到20到30萬之間。

## 註解
1. ↑  民政部地名研究所 (编). . . 北京: 中国社会出版社: 2043. 2017-05. ISBN 978-7-5087-5525-0. OCLC 1121629943. OL 28272719M. NLC 009152391.（简体中文）
2. ↑  . 樂詞網. 國家教育研究院.   [2023-06-30] （中文（臺灣））.
3. ↑  .   [2010-06-20]. （原始内容存档于2019-07-18）.
4. ↑  "Population of Local Authorities" (with towns), Government of Kenya, 1999, webpage:Govt Kenya-Population-PDF （页面存档备份，存于）
5. ↑  .   [2010-06-20]. （原始内容存档于2010-05-22）.